# リチャード・オンズロー (第3代オンズロー男爵)
第3代オンズロー男爵リチャード・オンズロー（英語: Richard Onslow, 3rd Baron Onslow KB、1713年 – 1776年10月8日）は、イギリスの貴族、政治家。1717年から1740年までリチャード・オンズロー閣下の儀礼称号を使用した。

## 生涯
第2代オンズロー男爵トマス・オンズローとエリザベス・ナイト（Elizabeth Knight、ジョン・ナイトの娘）の一人息子として、ロンドンで生まれた。1725年から1728年までイートン・カレッジで教育を受けた後、1730年8月22日にケンブリッジ大学シドニー・サセックス・カレッジに入学、1749年にLL.D.の学位を授与された。
1734年イギリス総選挙でギルフォード選挙区から出馬して当選した後、与党の一員として投票、1740年6月5日に父が死去すると、オンズロー男爵の爵位を継承した。同年から1776年までサリー統監を務めた。
1752年3月13日、バス勲章を授与された。
1776年10月8日に死去、いとこのジョージが爵位を継承した。

## 家族
1741年5月16日、メアリー・エルウィル（Mary Elwill、第3代準男爵エドマンド・エルウィルの娘）と結婚したが、2人の間に子供はいなかった。